# آرثر زانغ
آرثر زانغ هو مهندس و عالم كمبيوتر كاميروني، ولد في مبانكومو (26 نوفمبر 1987) وهو أيضًا مبتكر CardioPad والرئيس التنفيذي لشركة Himore Medical Equipment.

## السيرة الشخصية
في عام 2004 ، حصل على شهادة في علوم الكمبيوتر من جامعة ياوندي. بعد ذلك، درس علوم الكمبيوتر في المدرسة الوطنية للفنون التطبيقية (جامعة ياوندي) وحصل على شهادة في الهندسة في علوم الكمبيوتر والتصميم وهندسة البرمجيات في عام 2010. أثناء فترة تدريبه في قسم أمراض القلب، كانت لديه فكرة إنشاء برنامج قادر على إعادة إنتاج مخطط كهربية القلب على كمبيوتر لوحي، بهدف جعله في متناول طبيب القلب القادر على تحليل البيانات المسجلة عن بعد. إنه يأخذ دورات في الإلكترونيات عبر الإنترنت لصنع جهازه اللوحي. بعد ذلك، أسس شركة Himore Medical Equipments.
حصل على عدة منح أو جوائز لتطوير هذا البرنامج تم توزيعه تحت مسمى " CardioPad" ، ولا سيما من المؤسسات الدولية  و رئيس جمهورية الكاميرون  ، كما أنه يستخدم التمويل الجماعي، وقد مكنته هذه المساهمات المالية من إطلاق تصنيع هذه الأجهزة اللوحية.